# Maksim Manukyan
Maksim Manukyan (Մաքսիմ Մանուկյան; Gyumri, 10 dicembre 1987) è un lottatore armeno, specializzato nella lotta greco-romana.

## Palmarès

### Mondiali
- 2 medaglie:
  - 1 oro (Parigi 2017 negli 80 kg);
  - 1 bronzo (Budapest 2018 negli 82 kg).

### Europei
- 1 medaglia:
  - 1 oro (Kaspiysk 2018 negli 82 kg).

### Universiadi
- 1 medaglia:
  - 1 argento (Kazan' 2013 negli 84 kg).